# Lijst van gemeentelijke monumenten op Texel
De gemeente Texel kent 104 gemeentelijke monumenten. Hieronder een overzicht. 

## De Cocksdorp
De plaats De Cocksdorp kent 6 gemeentelijke monumenten:
| Object                   | Bouwjaar | Architect | Locatie          | Coördinaten                  | Nr.       | Afbeelding         |
| ------------------------ | -------- | --------- | ---------------- | ---------------------------- | --------- | ------------------ |
| Boerderij                | ca. 1841 |           | Hoofdweg 130     | 53° 8' 34" NB, 4° 52' 48" OL | 0448/44   | Boerderij          |
| Woonhuis                 | ca. 1870 |           | Kikkertstraat 15 | 53° 9' 22" NB, 4° 52' 16" OL | 0448/GDC1 | Woonhuis           |
| Woonhuis                 |          |           | Kikkertstraat 53 | 53° 9' 26" NB, 4° 52' 24" OL | 0448/GDC3 | Woonhuis           |
| Woonhuis                 |          |           | Kikkertstraat 55 | 53° 9' 26" NB, 4° 52' 24" OL | 0448/GDC4 | Woonhuis           |
| Onderwijzerswoning       | 1912     |           | Postweg 70       | 53° 6' 43" NB, 4° 49' 11" OL | 0448/GDC7 | Onderwijzerswoning |
| Voormalige lagere school | 1912     |           | Postweg 72       | 53° 6' 43" NB, 4° 49' 11" OL | 0448/GDC6 | Meer afbeeldingen  |

## De Koog
De plaats De Koog kent 6 gemeentelijke monumenten:
| Object         | Bouwjaar | Architect | Locatie                   | Coördinaten                  | Nr.          | Afbeelding        |
| -------------- | -------- | --------- | ------------------------- | ---------------------------- | ------------ | ----------------- |
| Zeebaken       |          |           | (achter Badweg)           | 53° 6' 53" NB, 4° 45' 4" OL  | 0448/GPK1    | Meer afbeeldingen |
| Schapeboet     |          |           | Pelikaanweg 75            | 53° 4' 43" NB, 4° 45' 38" OL | 0448/91      | Schapeboet        |
| Stolp Aurora   | 1902     |           | Pontweg 152               | 53° 4' 47" NB, 4° 46' 31" OL | 0448/69      | Stolp Aurora      |
| Stolp          |          |           | Pontweg 176               | 53° 5' 10" NB, 4° 46' 42" OL | 0448/71      | Stolp             |
| Schapeboet     |          |           | Ruigendijk 1              | 53° 6' 13" NB, 4° 46' 23" OL | 0448/26      | Schapeboet        |
| Grafheuvelzerk |          |           | Vogelmient(Plevierstraat) | 53° 5' 43" NB, 4° 45' 40" OL | 0448/wikinr2 | Grafheuvelzerk    |

## De Waal
De plaats De Waal kent 13 gemeentelijke monumenten:
| Object                                | Bouwjaar | Architect | Locatie        | Coördinaten                  | Nr.        | Afbeelding                            |
| ------------------------------------- | -------- | --------- | -------------- | ---------------------------- | ---------- | ------------------------------------- |
| Stolpboerderij                        |          |           | Bargen 4       | 53° 4' 56" NB, 4° 50' 25" OL | 0448/34    | Stolpboerderij                        |
| Stolpboerderij                        |          |           | Bargen 6       | 53° 4' 60" NB, 4° 50' 15" OL | 0448/35    | Stolpboerderij                        |
| Stolpboerderij                        | 1887     |           | Bomendiek 1    | 53° 4' 21" NB, 4° 49' 12" OL | 0448/GDW1  | Stolpboerderij                        |
| Pand                                  |          |           | Bomendiek 1 A  | 53° 4' 21" NB, 4° 49' 12" OL | 0448/GDW2  | Pand                                  |
| Kerkhofmuur, Hervormde kerk (De Waal) |          |           | Hogereind 2    | 53° 4' 22" NB, 4° 49' 15" OL | 0448/GDW12 | Kerkhofmuur, Hervormde kerk (De Waal) |
| Woonhuis                              |          |           | Hogereind 1    | 53° 4' 22" NB, 4° 49' 15" OL | 0448/GDW3  | Woonhuis                              |
| Stolpboerderij                        |          |           | Hogereind 10 A | 53° 4' 21" NB, 4° 49' 18" OL | 0448/GDW4  | Stolpboerderij                        |
| Stolpboerderij                        |          |           | Hogereind 19   | 53° 4' 23" NB, 4° 49' 18" OL | 0448/GDW5  | Meer afbeeldingen                     |
| Woonhuis                              |          |           | Hogereind 31   | 53° 4' 22" NB, 4° 49' 22" OL | 0448/GDW10 | Woonhuis                              |
| Stolpboerderij                        |          |           | Hogereind 33   | 53° 4' 22" NB, 4° 49' 23" OL | 0448/GDW7  | Meer afbeeldingen                     |
| Stolpboerderij                        |          |           | Hogereind 6    | 53° 4' 21" NB, 4° 49' 17" OL | 0448/GDW11 | Stolpboerderij                        |
| Woonhuis                              |          |           | Langwaal 2     | 53° 4' 21" NB, 4° 49' 15" OL | 0448/GDW8  | Woonhuis                              |
| Schapeboet                            |          |           | Spangerweg 26  | 53° 4' 13" NB, 4° 51' 15" OL | 0448/28    | Meer afbeeldingen                     |

## Den Burg
De plaats Den Burg kent 42 gemeentelijke monumenten, zie de lijst van gemeentelijke monumenten in Den Burg.

## Den Hoorn
De plaats Den Hoorn kent 27 gemeentelijke monumenten, zie de Lijst van gemeentelijke monumenten in Den Hoorn

## Oosterend
De plaats Oosterend kent 5 gemeentelijke monumenten:
| Object         | Bouwjaar | Architect | Locatie           | Coördinaten                  | Nr.        | Afbeelding        |
| -------------- | -------- | --------- | ----------------- | ---------------------------- | ---------- | ----------------- |
| Woonhuis       |          |           | Oesterstraat 8    | 53° 5' 5" NB, 4° 52' 22" OL  | 0448/GOE6  | Meer afbeeldingen |
| Stolp De Wever |          |           | Oosterenderweg 26 | 53° 4' 51" NB, 4° 50' 50" OL | 0448/GDW13 | Meer afbeeldingen |
| Woonhuis       |          |           | Peperstraat 30    | 53° 5' 7" NB, 4° 52' 34" OL  | 0448/GOE7  | Meer afbeeldingen |
| Pand           |          |           | Stuifweg 109      | 53° 7' 6" NB, 4° 52' 58" OL  | 0448/77    | Meer afbeeldingen |
| Woonhuis       |          |           | Wierstraat 2      | 53° 5' 1" NB, 4° 52' 31" OL  | 0448/GOE8  | Meer afbeeldingen |

## Oudeschild
De plaats Oudeschild kent 5 gemeentelijke monumenten:
| Object              | Bouwjaar | Architect | Locatie             | Coördinaten                  | Nr.       | Afbeelding        |
| ------------------- | -------- | --------- | ------------------- | ---------------------------- | --------- | ----------------- |
| Woonhuis            | ca. 1880 |           | De Ruyterstraat 130 | 53° 1' 59" NB, 4° 50' 28" OL | 0448/GOU5 | Upload foto       |
| Wezenputten         |          |           | Skillepaadje 17     | 53° 2' 6" NB, 4° 50' 13" OL  | 0448/87   | Meer afbeeldingen |
| Stolpboerderij      | 1850     |           | Skillepaadje 18A    | 53° 2' 23" NB, 4° 49' 51" OL | 0448/75 A | Stolpboerderij    |
| Woonhuis Brakestein | 1650     |           | Skillepaadje 18     | 53° 2' 23" NB, 4° 49' 51" OL | 0448/75B  | Meer afbeeldingen |
| Stolpboerderij      | 1850     |           | Trompstraat 85A     | 53° 2' 3" NB, 4° 50' 31" OL  | 0448/GOU3 | Upload foto       |